# Figueroa (Arzúa)
Figueroa (llamada oficialmente San Paio de Figueiroa) es una parroquia española del municipio de Arzúa, en la provincia de La Coruña, Galicia.

## Entidades de población
Entidades de población que forman parte de la parroquia:
- A Fontela
- Curro (O Curro)
- Fonte Plata (A Fonte Prata)
- Outeiro de Abaixo
- Outeiro de Arriba
- Vilar

## Despoblados
Despoblados que forman parte de la parroquia:
- Carrizal (O Carrizal)
- Sampayo (San Paio)

## Demografía
| Gráfica de evolución demográfica de Figueroa entre 2000 y 2018 |
|                                                                |
| Datos según el nomenclátor publicado por el INE.               |